# 盾女

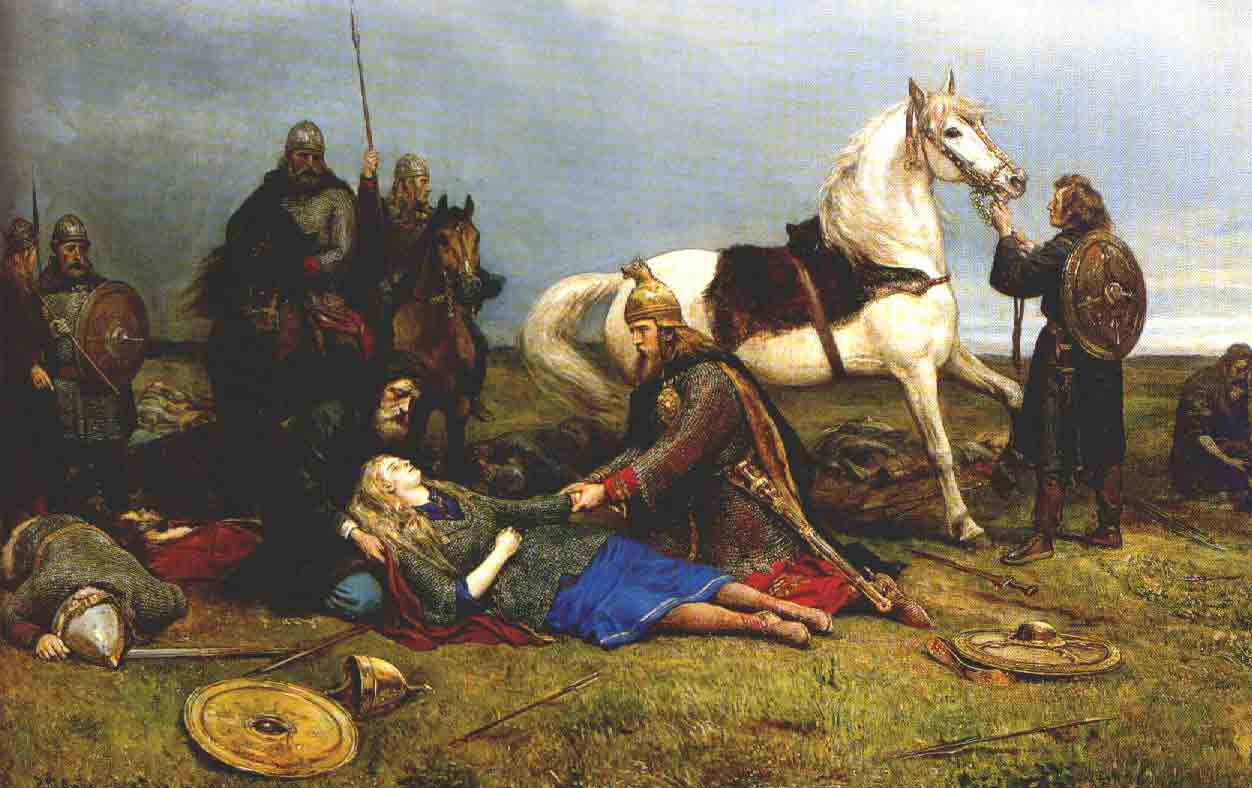
在哥德匈人會戰後瀕死的盾女小赫爾薇爾，由挪威畫家彼得·尼古拉·阿波所繪。

盾女，又譯盾牌仙女、神盾女孩，是一種在斯堪的纳维亚的民间传说和神话中出現的女战士。盾女經常在薩迦文學中登場，例如「丹麥人事跡」和「赫爾薇爾與霍里克一族的薩迦」。她們的故事亦散見於其他日耳曼民族的記載，包括哥特人、辛布里人、馬科曼尼人等。北歐神话中的女武神形象可能起源於盾女的傳說。

## 歷史紀錄
維京時代女性參加戰事的記載甚為稀少，拜占庭歷史學家约翰·斯基里澤斯在記載帝國與瓦良格人的衝突中提到了女性戰士：西元971年，基輔大公伊戈列維奇進攻保加利亞，與之對抗的拜占庭軍在攻下多洛斯特隆要塞後，驚訝的發現了瓦良格女戰士的屍骸。
文兰開拓者萊夫·埃里克松的姊姊弗蕾迪絲也有在殖民地戰鬥的描述。在格陵蘭薩迦中，弗蕾迪絲煽動丈夫洗劫了另一隻友方的拓墾隊，在她丈夫想要放過對方的五名女眷時，弗蕾迪絲抄起斧頭砍死了她們。在紅鬍子艾瑞克的薩迦中，相比怯戰的男人們，懷孕的她赤裸著上身、用劍敲擊胸部，嚇退來犯的原住民斯卡靈人。不過，以上記載中並沒有直接關於弗蕾迪絲是盾女的敘述。

## 史詩傳說紀錄
北歐薩迦中曾提及名字的女姓戰士眾多，例如女武神布倫希爾德（沃爾松格薩迦）、另一位同名女鬥士布倫希爾德（Bósa與Herrauðs的薩迦），海賊赫爾薇爾與她的同名孫女小赫爾薇爾（赫爾薇爾與霍里克一族的薩迦），自立為王的瑞典公主松比約恩（霍爾夫·高特克森納爾的薩迦）和丹麥公主赫蒂、盾女薇絲娜和薇伯格（丹麥人事跡）等人。

### 丹麥盾女
在丹麥人事蹟中，作者萨克索·格拉玛提库斯記載了數位北歐的盾女，如與追求者意外發生血戰的吉特公主阿爾夫希爾德（女海賊阿維爾達的原型）、挪威的斯狄克拉與魯希拉、流浪女戰士塞拉（Sela）等。
另外，萨克索在描寫8世紀左右的布拉維爾之戰時，提及了三位丹麥軍的女性指揮官，他如此描述她們集結的場面：
|                                       | ...現在走出Sle鎮，在船長赫蒂（Heiðr）和薇絲娜（Wisna）帶領下，「削頰者」哈康來到船匠圖米（Tummi）身邊。 那船長們雖是女兒身，大自然卻賜予了她們男人的靈魂。與她們相仿，薇伯格亦對此行感到振奮，布依·巴馬森（Bo Bramason）和布萊德（Brat the Jute）也參加了此次會議，他們都渴望參戰。 |
| ——薩克索·格拉瑪提庫斯, 《丹麥人事跡》 | |

### 赫爾薇爾祖孫
在赫爾薇爾薩迦中，作者記載了祖孫兩位女戰士的故事。少女時期的赫爾薇爾擁有一身武藝，曾因獲罪而身著男裝躲入樹林中、靠搶劫往來的旅人為生。之後她瞞著母親與外祖父出海，從父親的墳墓裡拿走了魔劍提爾鋒 ，靠著它的力量成為聲名遠播的海賊，並最終嫁給了約頓海姆的王子霍鋒德（Hofund）。然而在一次爭端中，魔劍的詛咒導致了她兒子赫德雷克殺死了弟弟，在向丈夫求情未果後，赫爾薇爾只得暗中送赫德雷克離開國境。赫德雷克的女兒小赫爾薇爾則成為了對抗匈人侵略的戰士，史詩描寫了她英勇作戰的行為，並最終記載她在戰場上重傷逝世。

### 布倫希爾德與古德倫
在沃爾松格薩迦中，布倫希爾德與古德倫作為情敵曾多次產生衝突。布倫希爾德的舊愛西格魯德在受騙喝下魔藥後，忘了曾經的戀情轉而向古德倫求婚，布倫希爾德則決定嫁给古德倫的兄長龔特爾。然而一次意外使布倫希爾德意識到了真相，她嘲諷古德倫：「像妳這種貴婦，對所有用度都要求最奢華的。不過只要能順著妳說好聽話，要滿足妳這種人倒也輕而易舉。」在古德倫回擊後，她又吟誦了一首比較兩任情人勇氣的韻文：
|                                         | 西格魯德與惡龍一戰，只要人類仍存，他的英勇將永遠傳世。 反觀汝兄弟，甭說坐上火焰，甚至連跨越它都不敢試一試。 |
| ——Byock, Jesse L.譯版, 《沃爾松格薩迦》 | |

與同時期作品中的其他女性不同，布倫希爾德最終選擇直接的復仇，她殺了西格魯德、並燒死了他與古德倫的兒子們，最後她自盡以防自己的家族受到連累。
在薩迦史詩中，如同男性角色，婦女的身分既可以是光榮的和無情的，盾女們迥異於傳統女性的身分更加突出了這點，她們在這些故事中表現出了堅強的性格。學者茱蒂絲·耶舍(Judith Jesch)和珍妮·喬奇(Jenny Jochens)認為，盾女在故事中要不得經歷嚴峻的考驗、要不就是回歸傳統的家居女性身分，反映出她們挑戰傳統的性別期待時潛藏的危險性。

## 歷史真實性
學界對於盾女是否真實存在仍有分歧。如尼爾·普萊斯等人認為她們真實存在，而茱蒂絲·耶舍則對該說法表示否定，她表示目前仍未找到古諾斯人常規性訓練女戰士的確鑿證據。
在考古證據方面，1970年代，瑞典學者們在比爾卡發現一座源自約公元10世紀的戰士古墓。墓中除了墳墓主人的骨頭外，還出土了大量陪葬的武器和兩匹馬的骨骸，當時參與分析的安娜·謝爾斯特倫(Anna Kjellström)指出了墓主為女性的可能性。2017年，DNA分析證實了該墓主確實是女性，此即比爾卡的維京女戰士，但包括茱蒂絲等學者則認為這樣的論斷言之過早。
另有學者在分析英格兰東部的北歐移民墓葬群後，發現其男女比例相近，與以往認知中諾斯女性墓葬人數遠大於男性的印象不同，顯示這些墓葬多為夫妻墳墓的可能性。因此雖在這些墳墓中發現了陪葬用的武器，學者們認為這些不足以證明盾女存在。

## 流行文化
奇幻文學中，「魔戒」的伊歐玟打敗戒靈後、在談話中自稱盾女、「海洋巨魔(The Sea of Trolls)三部曲」的索爾格里(Thorgil)是一位半獸人盾女角色。
2013年的加拿大連續劇《維京傳奇》中，劇中要角拉格納之妻拉葛莎，是傳說中的海賊盾女，該角色由凱薩琳溫妮克飾演。